# Taif
Taif (of Aṭ-Ṭāʾif, Arabisch: الطائف) is een plaats in Saoedi-Arabië gelegen in de streek de Hidjaz in het westen van het land, ongeveer 70km ten zuidoosten van Mekka. Het is gelegen op 1450m hoogte en heeft mede door deze hoogte een aangenaam klimaat. De stad heeft 522.000 inwoners (2004).
De stad was door het aangename klimaat lange tijd een residentie van de Sjarifen van Mekka, de heersers over die stad.
In 1989 werd hier het Vredesakkoord van Taif getekend, dat een einde maakte aan de Libanese Burgeroorlog.
In Taif is een basis van de Koninklijke Saoedische luchtmacht gevestigd waar gevechtsvliegtuigen gestationeerd zijn.
Abha · Al-Bahah · Bariq · Buraidah · Dammam · Dhahran · Hail · Jeddah · Jizan · Jubail · Al-Kharj · Khobar · Medina · Mekka · Najran · Riyad · Tabuk · Taif · Unayzah · Yanbu
Saoedi-Arabië · Provincies